# Яровий Петро Павлович
Петро Павлович Яровий (19 вересня (1 жовтня) 1917, Валява — 9 січня 1984) — Герой Радянського Союзу, в роки радянсько-нацистської війни стрілець 929-го стрілецького полку (254-а стрілецька дивізія, 52-а армія, 2-й Український фронт), червоноармієць.

## Біографія
Народився 19 вересня (1 жовтня — за новим стилем) 1917 року в селі Валява нині (Городищенського району Черкаської області) в сім'ї селянина. Українець. Закінчив Городищенський сільськогосподарський технікум. Працював агрономом у колгоспі в селі Вітрівка Бишівського району Київської області.
У Червоній Армії з лютого 1944 року, з цього ж часу на фронті. Воював у складі 1-го і 2-го Українських фронтів. Був тричі поранений.
5 березня 1944 року 929-й стрілецький полк 254-ї стрілецької дивізії 52-ї армії 2-го Українського фронту перейшов у наступ з рубежу населеного пункту Рижанівка і прорвав сильно укріплену оборону противника на глибину до 20 кілометрів. Переслідуючи відступаючого противника, полк до 8 березня опанував селами Іваньки, Полковниче, Краснопілка, залізничною станцією Поташ та іншими населеними пунктами.
На одному з проміжних рубежів противнику вдалося підтягнути резерви і, зайнявши оборону, завдати удару по бойових порядках батальйону. Червоноармієць Яровий, використовуючи природні укриття, пробрався на близьку відстань до гітлерівців і відкрив прицільний вогонь з кулемета. Нацисти відступили, залишивши на полі бою десятки вбитих.
У важких наступальних боях дивізія вийшла до державного кордону з Румунією в районі населеного пункту Скуляни. Обходячи гітлерівців з флангу, полк вирвався вперед і опинився відірваним від основних сил дивізії. Необхідно було закріпитися на досягнутому рубежі й утримати його до підходу інших частин. Противник вів ураганний вогонь по ще не встиглим окопатися підрозділам полку. Склалося виключно важке становище.
Яровий непомітно пробрався в тил противника і замаскувався. Коли нацисти розгорнулися в бойовий порядок, він відкрив вогонь з кулемета. Одночасно рота атакувала противника у фронт. Атака ворога захлинулася.
Стрілець червоноармієць Яровий в бою 29 березня 1944 року за село Кирпіци (на північ від міста Ясси, Румунія) знищив кілька солдатів противника, з них п'ять — у рукопашній сутичці, двох взяв у полон.
На наступний день при форсуванні річки Жижія, одним з перших подолав річку і вступив в бій з ворогами. Гранатами і вогнем ручного кулемета Яровий знищив понад двох десятків солдатів і офіцерів противника.
31 березня в бою за село Стінка першим піднявся в атаку, захоплюючи за собою бійців, і захопив у полон чотирьох гітлерівців.
Указом Президії Верховної Ради СРСР від 13 вересня 1944 року за мужність, відвагу і героїзм, виявлені у боротьбі з німецько-нацистськими загарбниками, червоноармійцеві Яровому Петру Павловичу присвоєно звання Героя Радянського Союзу з врученням ордена Леніна і медалі «Золота Зірка» (№ 3753).
У 1945 році демобілізований. Закінчив школу працівників сільської промисловості. Працював директором винрадгоспу «Дунайський» в Кілійському районі Одеської області. Жив в Одесі. Помер 9 січня 1984 року.